# Крайстчерч (аэропорт)
Международный аэропорт Крайстчерч (англ. Christchurch International Airport, (ИАТА: CHC, ИКАО: NZCH)) — гражданский аэропорт, расположенный в 12 километрах к северо-западу от центрального района города Крайстчерч, Новая Зеландия.
Основная взлётно-посадочная полоса аэропорта ориентирована перпендикулярно направлению кентерберийского фёна Nor'wester. Вторая полоса ориентирована параллельно направлению фёна под углом 90 градусов к основной ВПП и используется во время действия ветра для обслуживания самолётов до класса Boeing 767.
В настоящее время в аэропорту ведётся строительство нового здания пассажирского терминала для внутренних авиаперевозок. Стоимость проекта составляет более 200 миллионов долларов США, основная фаза строительства должна по расчётам завершиться в 2011 году, но некоторые этапы по сносу старого здания будут продолжаться вплоть до конца 2012 года.

## История
Свою историю аэропорт Крайстчерча ведёт с 1936 года с организации в пригородном районе Аэродрома Хэрвуд. В 1946 году на территории аэродрома были построены первые ангары для легкомоторных самолётов, водонапорная башня, несколько служебных зданий и небольшое здание пассажирского терминала. В начале 1950-х годов возведены две взлётно-посадочные полосы и две параллельные им рулёжные дорожки, а в 1960 году сдан в эксплуатацию новый пассажирский терминал. С этого момента в аэропорту наблюдается практически постоянное усовершенствование объектов инфраструктуры, введение новых объектов, расширение автомобильных парковок, взлётно-посадочных полос, рулёжных дорожек и добавление новых телескопических трапов в зоне выходов на посадку международной и внутренней частей терминала.
- 1937 год — построены первая взлётно-посадочная полоса и пассажирский терминал площадью 60 квадратных метров;
- 1962 год — длина главной взлётно-посадочной полосы увеличена до 2442 метров для приёма реактивных пассажирских самолётов;
- 1966 год — сдано в эксплуатацию крыло международных перевозок здания пассажирского терминала;
- 1975 год — расширена зона внутренних авиалиний пассажирского терминала, общая площадь составила 16 тысяч квадратных метров;
- 1984 год — длина основной взлётно-посадочной полосы увеличена на 845 метров и составила 3287 метров;
- 1987 год — увеличена площадь пассажирского терминала. Под обслуживание рейсов авиакомпаний Ansett New Zealand и Air New Zealand отведены отдельные зоны сектора внутренних авиаперевозок терминала;
- 1988 год — сдан в эксплуатацию новый международный терминал площадь 28 тысяч квадратных метров;
- 2004 год — в международном терминале сданы пять новых секторов и четыре новых телескопических трапов в зоне выхода пассажиров на посадку[3].

## Реконструкция аэропорта
В настоящее время в Международном аэропорту Крайстчерч полным ходом идут работы по реконструкции и расширению всей аэропортовой инфраструктуры. Реализация строительного плана начала в 2006 году с возведения нового многоэтажного здания крытой автомобильной стоянки на 570 машиномест, которая была сдана в эксплуатацию уже в начале следующего года. Сразу после сдачи автостоянки прежняя территория парковки была закрыта для строительства здания аэровокзала. В октябре 2009 года открыта 45-метровая диспетчерская вышка управления воздушным движением.
В начале 2009 года началась работа над новым пассажирским терминалом, который после сдачи его в эксплуатацию заменит устаревший терминал внутренних авиалиний и существенно расширит инфраструктуру терминала международных пассажирских перевозок. Согласно генеральному плану новый терминал будет включать в себя следующие объекты:
- общий зал регистрации внутренних и международных рейсов;
- большая территория розничной торговли, баров, кафе и ресторанов;
- новые залы отправления и прибытия рейсов внутренних авиалиний;
- новая крупная зона получения багажа внутренних и международных рейсов;
- сектор таможенного контроля в зоне прибытия международных рейсов;
- новые рулёжные дорожки к телетрапам терминала и к местам стоянок самолётов в целях более эффективного трафика воздушных судов по территории аэропорта;
- прежний терминал внутренних авиалиний будет полностью демонтирован для того, чтобы освободить площадь под возводимый терминал. Все этапы строительства должны быть завершены в середине 2011 года, за исключением некоторых работ по сносу прежних конструкций, которые планируется закончить в 2012 году[4].

## Статистика
Международный аэропорт Крайстчерч является вторым по величине коммерческим аэропортом Новой Зеландии.
В отчётный период с 1 июля 2008 по 30 июня 2009 года услугами Международного аэропорта Крайстчерч воспользовалось 5 908 077 человек.